# Đảo Cortes
Đảo Cortes là một hòn đảo thuộc quần đảo Discovery, British Columbia, Canada Tọa lạc cuối phía Bắc của vịnh Georgia, nằm giữa đảo Vancouver và phần đất liền của tỉnh bang British Columbia.
Đảo Cortes thuộc quận Sayward Land, đảo dài 25 km (15,5 dặm), rộng 13 km (8,1 dặm), và tổng diện tích 130 km2 (50 sq mi), với dân số 1.042 cư dân (điều tra dân số năm 2006).
Hòn đảo này được đặt tên vào năm 1792 trong cuộc thám hiểm của Galiano và Valdés, có lẽ được đặt tên theo Hernán Cortés.:46
Đảo Cortes tiếp cận với đất liền bằng máy bay và phàư: bằng máy bay qua sân bay Đảo Cortes (Hansen sân bay) ở phía nam hoặc bằng thủy phi cơ ở cảng; bằng phà từ đảo Quadra, đến từ sông Campbell trên đảo Vancouver.

## Liên kết
- cortesisland.com Cortes Island news and information website.